# Железничка станица Вирпазар
Железничка станица Вирпазар је једна од железничких станица на прузи Београд—Бар. Налази се насељу Вирпазар у општини Бар. Пруга се наставља у једном смеру ка Сутомору и у другом према Зети. Железничка станица Вирпазар састоји се из 4 колосека.

## Повезивање линија
- Пруга Београд—Бар